# Semouse
La Semouse ou Sémouse est une rivière française des départements de la Haute-Saône et des Vosges, et un sous-affluent du Rhône par la Lanterne et la Saône.

## Étymologie
Le mot Mouze viendrait de Mosa en latin (ou Moûze en Wallon), et aurait une origine commune avec le nom du cours d'eau de la Meuse. Ce serait une vieille réminiscence des croyances celtiques qui font des fleuves un dieu, une personne en quelque mesure.
Elle peut également s'orthographier ou se prononcer Sémouse ou Sémouze. La vallée de la Semouse s'appelait vallée de Saint Mouze.

## Géographie
La Semouse ou Sémouse est une rivière de 41 km qui prend sa source sur un plateau (altitude 550 m environ), au lieu-dit Gérardfaing sur le territoire de la commune vosgienne de Bellefontaine, sur le flanc sud des monts Faucilles.
Une fontaine située près d'une ferme, au lieu-dit le Calvaire, peut être symboliquement considérée comme source de la Semouse.
Elle poursuit son chemin en traversant Bellefontaine, la vallée qui porte son nom et Saint-Loup-sur-Semouse (Haute-Saône). Elle rejoint la Lanterne, affluent de la Saône à Bassigney, à 224 m d'altitude, à l'ouest de Conflans-sur-Lanterne.

### Communes et cantons traversés
Dans les deux départements de la Haute-Saône et des Vosges, la Sémouse traverse les quinze communes suivantes, de La Pisseure Ainvelle, Plainemont, Dampierre-les-Conflans, Briaucourt, Bassigney, Saint-Loup-sur-Semouse, Magnoncourt, Corbenay, Aillevillers-et-Lyaumont, Xertigny, Le Clerjus, Plombières-les-Bains, Bellefontaine, Conflans-sur-Lanterne.

### Bassin versant
La Sémouse traverse les six zones hydrographiques U042, U043, U044, U045, U046, U047 de 449 km2 de superficie totale. Ce bassin versant est constitué à 51,12 % de « forêts et milieux semi-naturels », à 45,35 % de « territoires agricoles », à 3,25 % de « territoires artificialisés », à 0,132 % de « surfaces en eau »

## Affluents

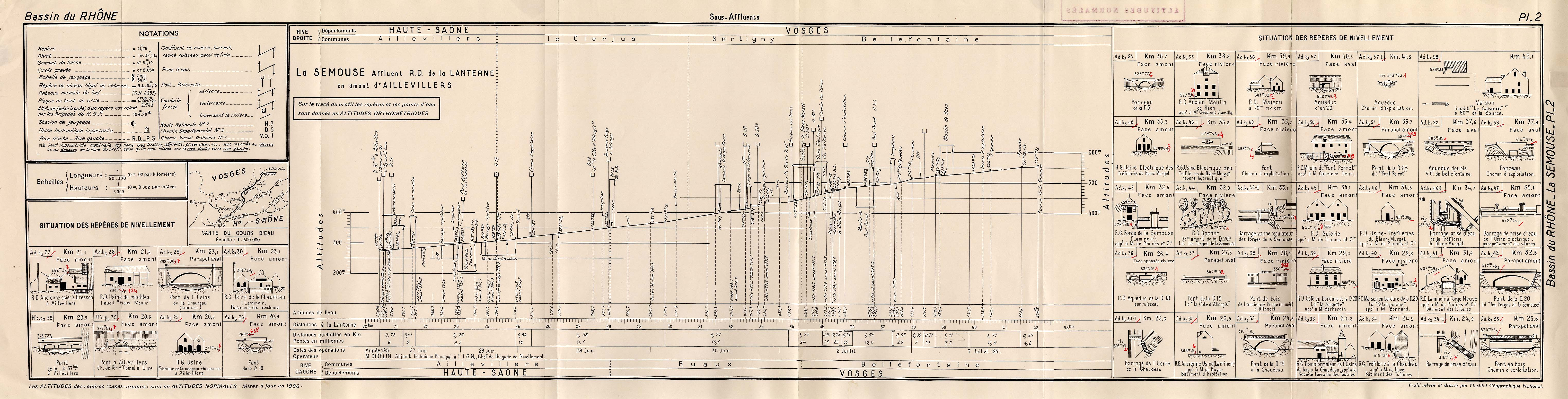
Profil altimétrique de la rivière, en amont de Aillevillers.

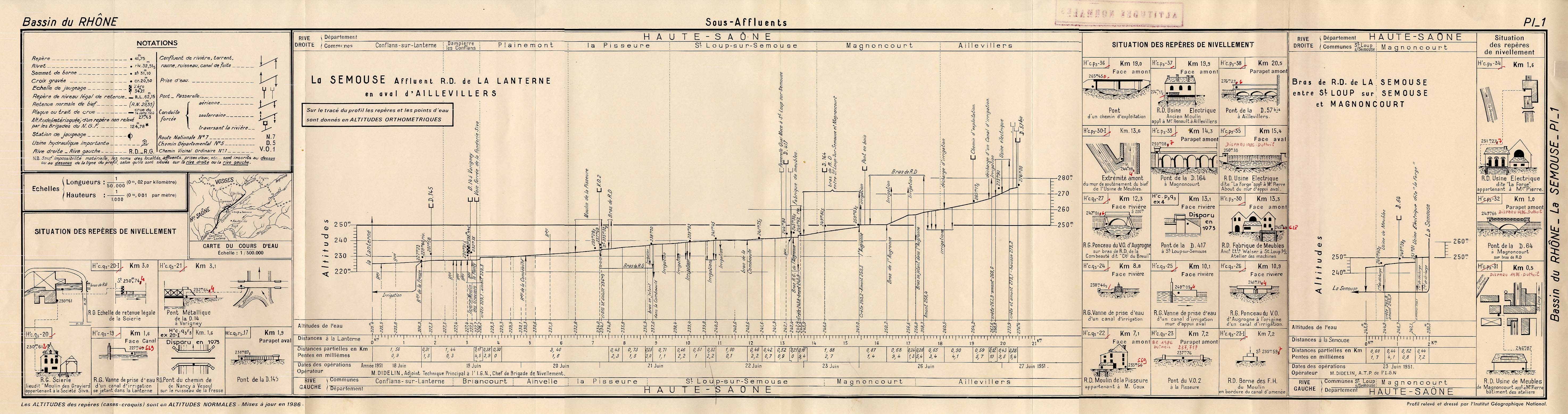
Profil altimétrique de la rivière, en aval de Aillevillers.

- Ruisseau du Pont Jeanson (longueur 4,6 km), à Bellefontaine
- Ruisseau de Rupt Guéné (longueur 3,2 km), à Bellefontaine
- Ruisseau du Rechentreux (longueur 4,6 km), à Xertigny
- Ruisseau de la Bramouse (longueur 4,7 km), à Ruaux
- Ruisseau du Roulier (longueur 5,1 km), à Le Clerjus
- Ruisseau la Franouze (longueur 4 km), à Le Clerjus
- Ruisseau du Chanet (longueur 8,3 km), à Magnoncourt
- l'Augronne, qui naît à Remiremont (longueur 28,5 km)
- Ruisseau des Anciens Moulins (défluence de la Combeauté)
- la Combeauté, qui prend sa source au Girmont-Val-d'Ajol (longueur 36,9 km)
- le Planey, qui naît à Anjeux (L = 6,7 km) et est rejoint par le Dorgeon (longueur 10,5 km)
- Ruisseau du Vass (longueur 3,9 km)

## Hydrologie

### La Semouse à Saint-Loup-sur-Semouse
Les débits de la Semouse ont été observés durant une période de 36 ans à Saint-Loup-sur-Semouse (de 1974 à 2009) .
Le module de la rivière y est de 5,8 m3/s pour une surface de bassin de 222 km2.
La rivière présente d'importantes fluctuations saisonnières de débit, avec des hautes eaux hivernales de 8,35 à 9,79 m3/s de décembre à mars inclus, et des maigres d'été, en juillet-août-septembre, entraînant une baisse du débit moyen mensuel jusqu'à 1,78 m3/s au mois d'août.

### Étiage ou basses eaux

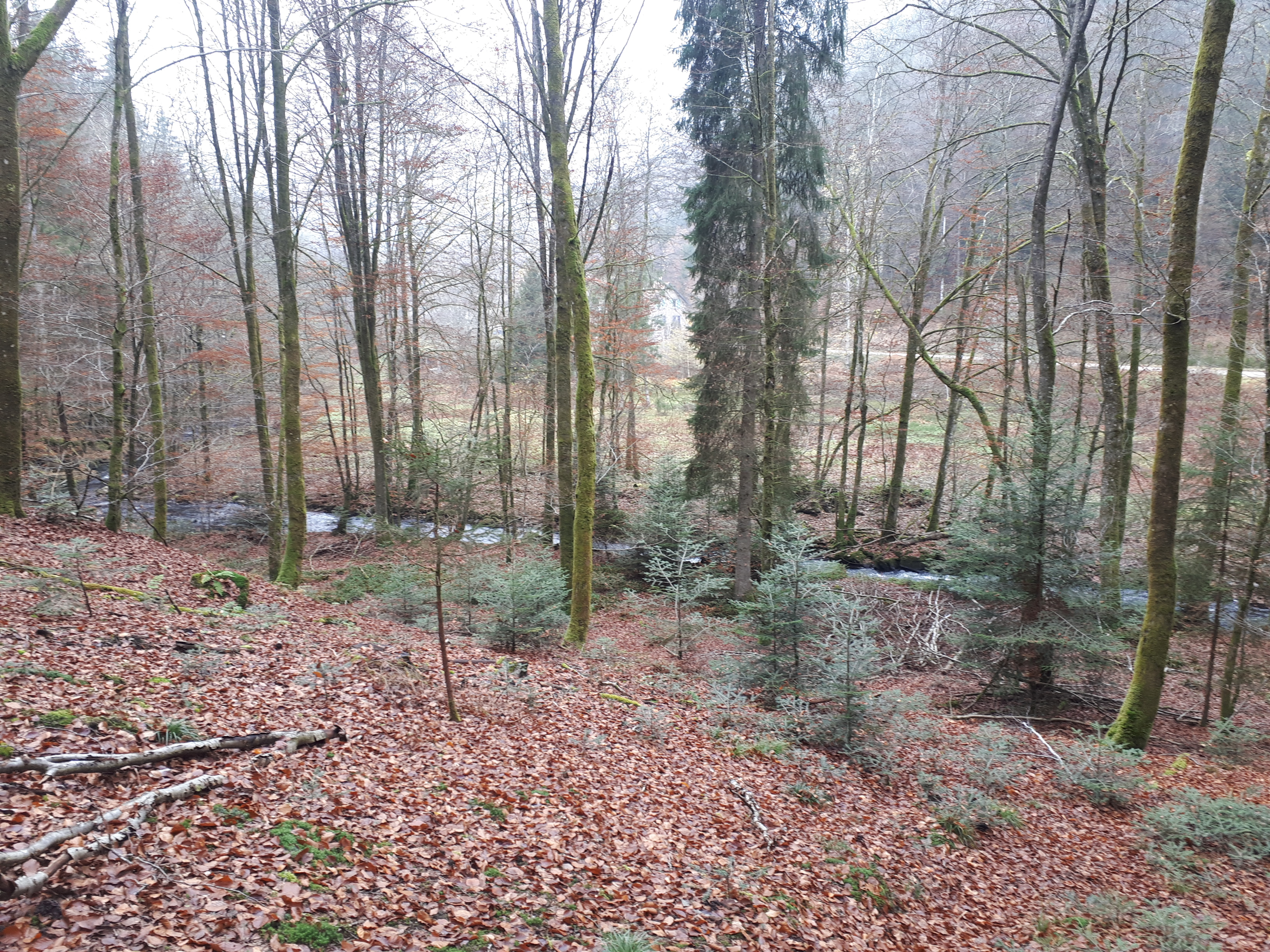
La vallée de la Semouse en aval de la Forge de la Sémouse.

Le VCN3 peut chuter jusque 0,65 m3/s, en cas de période quinquennale sèche.

### Crues
Les crues peuvent être très importantes. En effet, les QIX 2 et QIX 5 valent respectivement 65 et 81 m3/s. Le QIX 10 est de 92 m3/s, le QIX 20 de 100 m3/s et le QIX 50 de 120 m3/s.
Le débit instantané maximal enregistré est de 130 m3/s le 30 décembre 2001, tandis que la valeur journalière maximale était de 84,1 m3/s le même jour. En comparant ces valeurs avec l'échelle des QIX de la rivière, il ressort que ces crues étaient plus que cinquantennales, peut-être centennales, et donc très exceptionnelles.

### Lame d'eau et débit spécifique
La lame d'eau écoulée dans cette partie - la plus importante - du bassin versant de la rivière est de 826 millimètres annuellement, ce qui est très élevé et résulte d'une pluviosité fort abondante sur ce bassin, situé sur le versant sud fort arrosé des monts Faucilles. Le débit spécifique (Qsp) se monte ainsi à 26,1 litres par seconde et par kilomètre carré de bassin.

## Son histoire industrielle

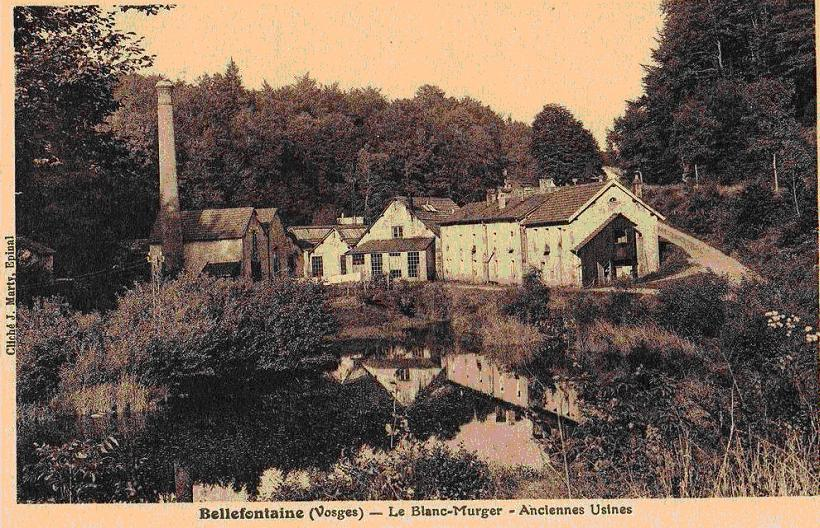
Anciennes usines du Blanc Murger, début XXe siècle.

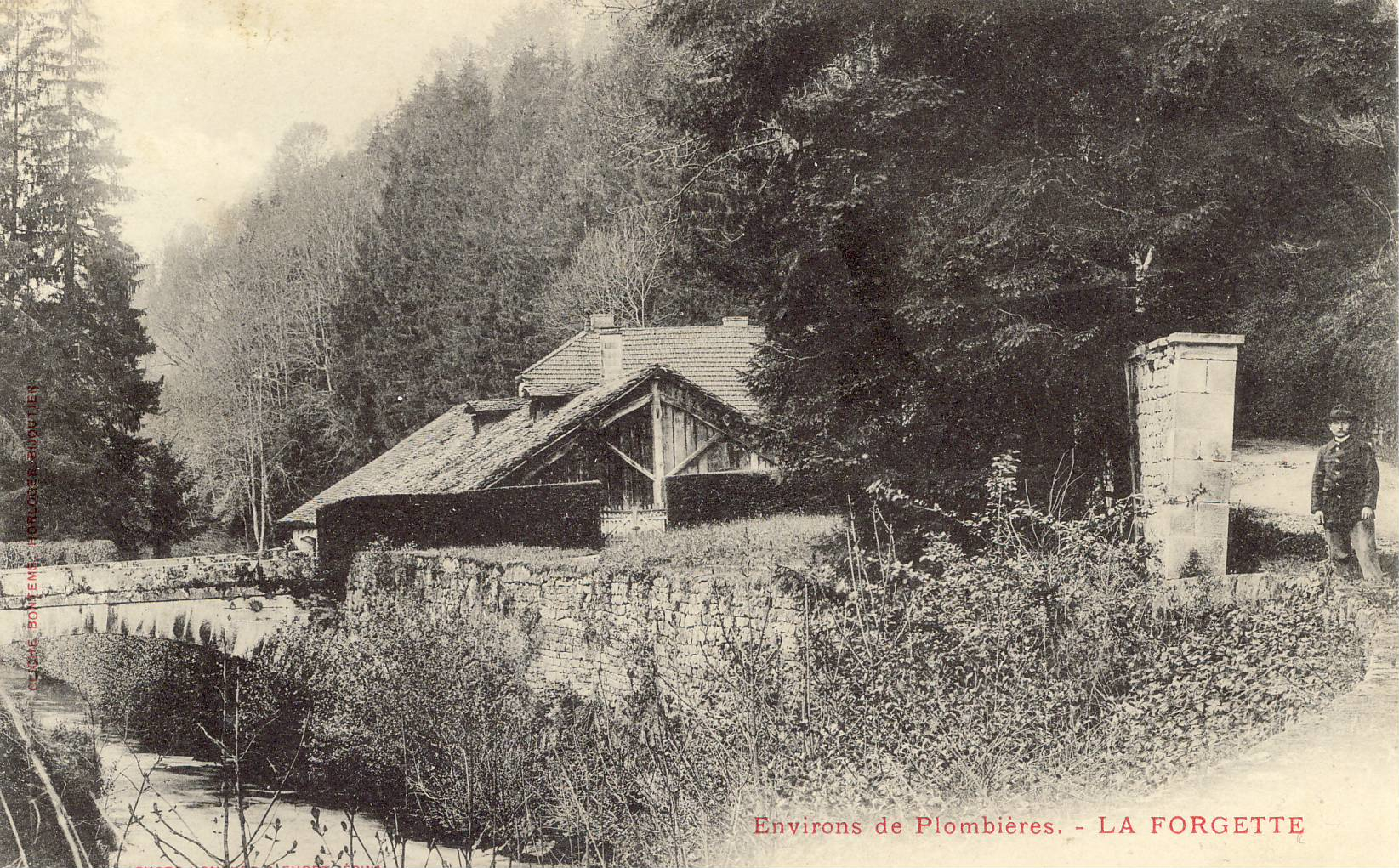
La Forgette et la Semouse vers 1905.

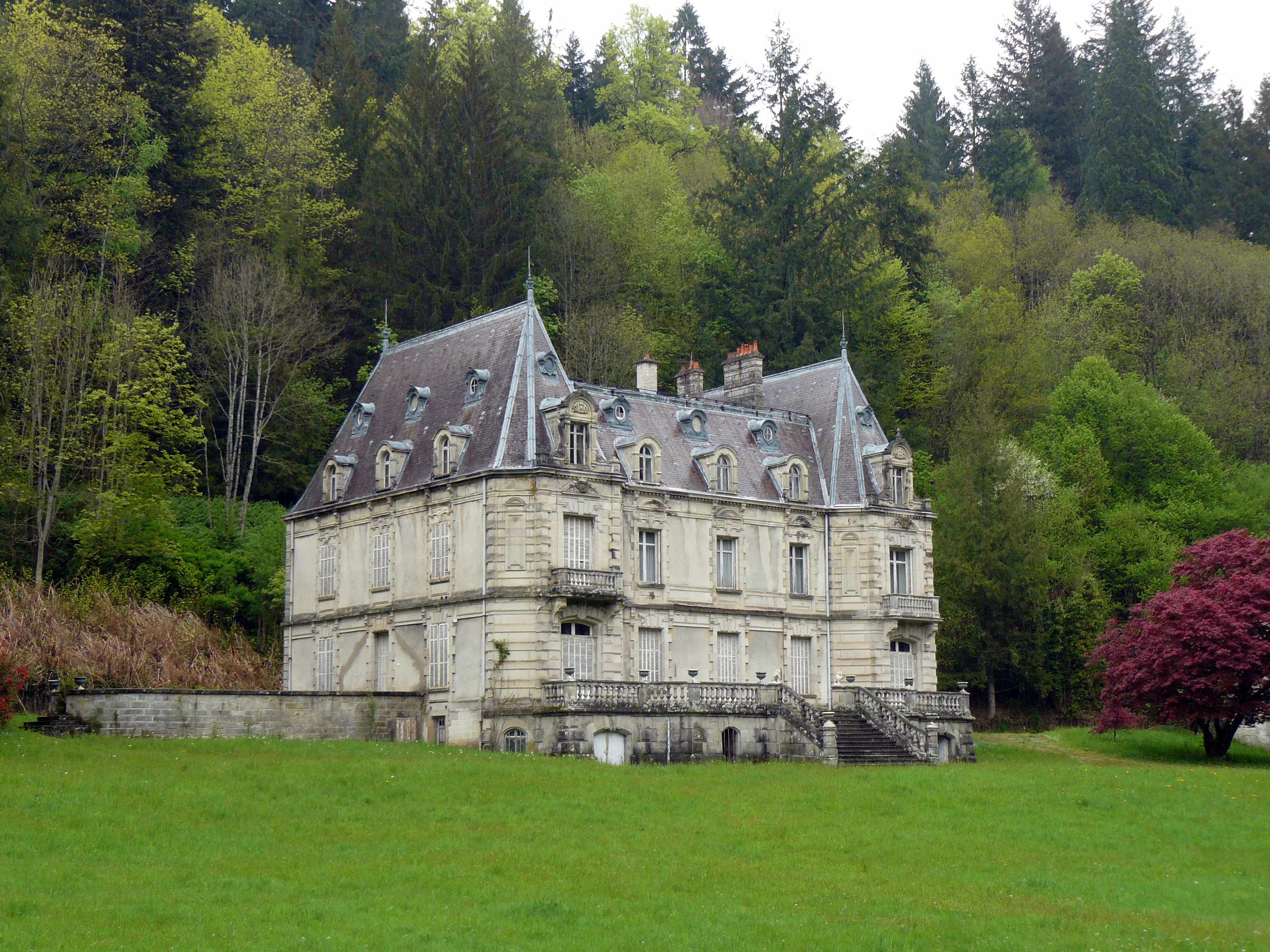
Château de Semouse, XIXe siècle (avant l'incendie du 16 octobre 2023).

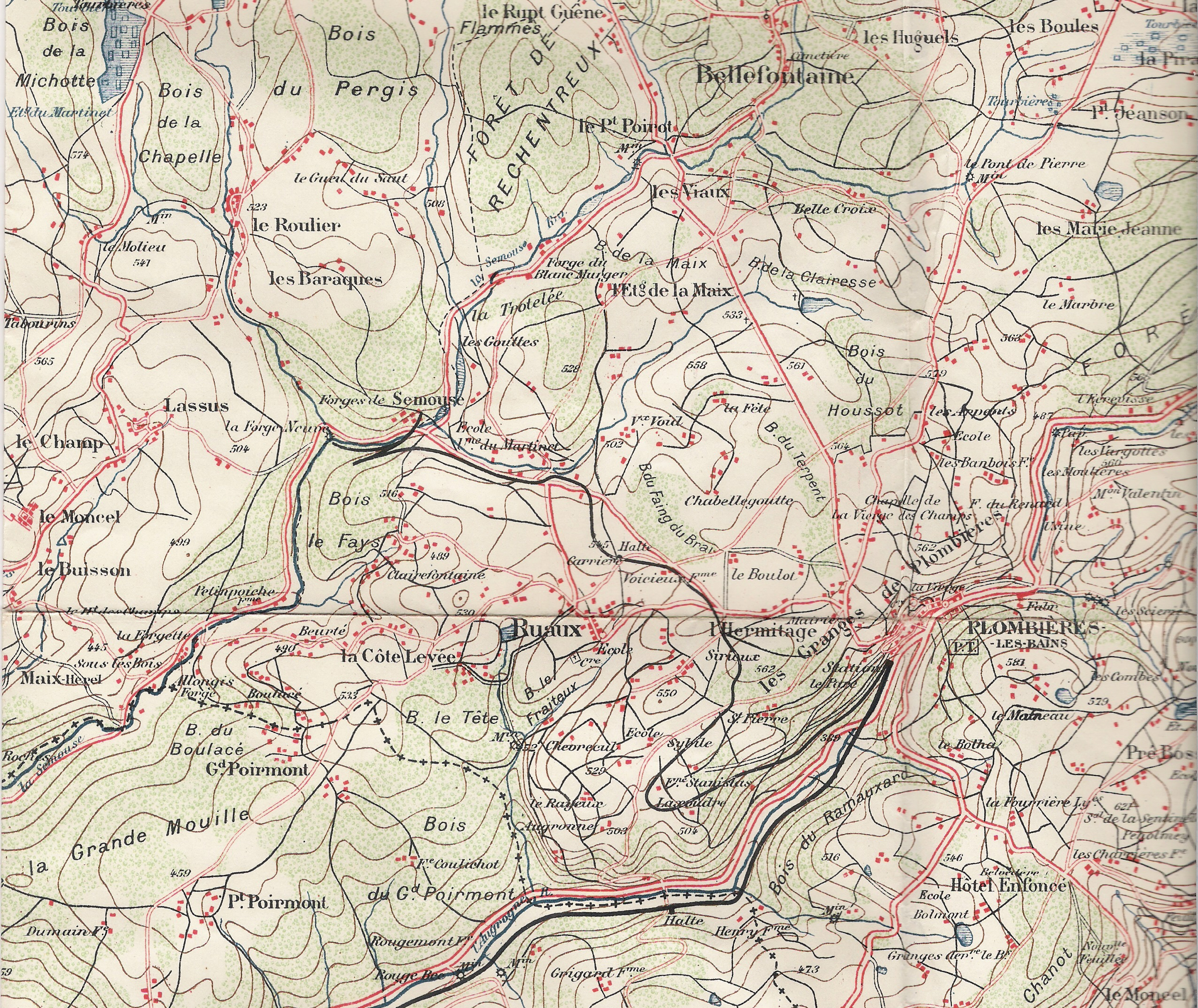
Extrait d'une carte des environs de Plombières dans les années 1920.

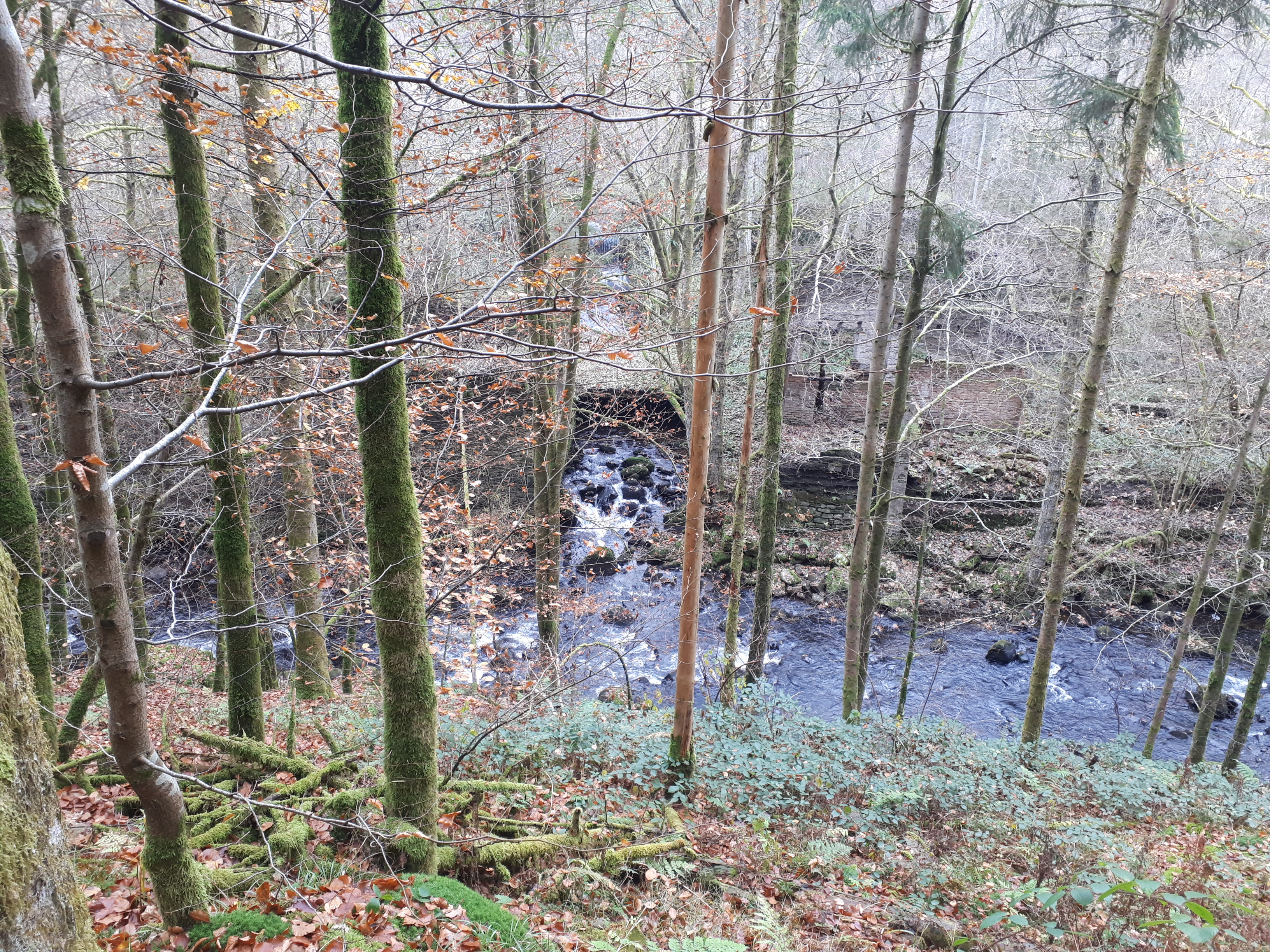
La Semouse et le ruisseau du Roulier à la Forge Neuve.

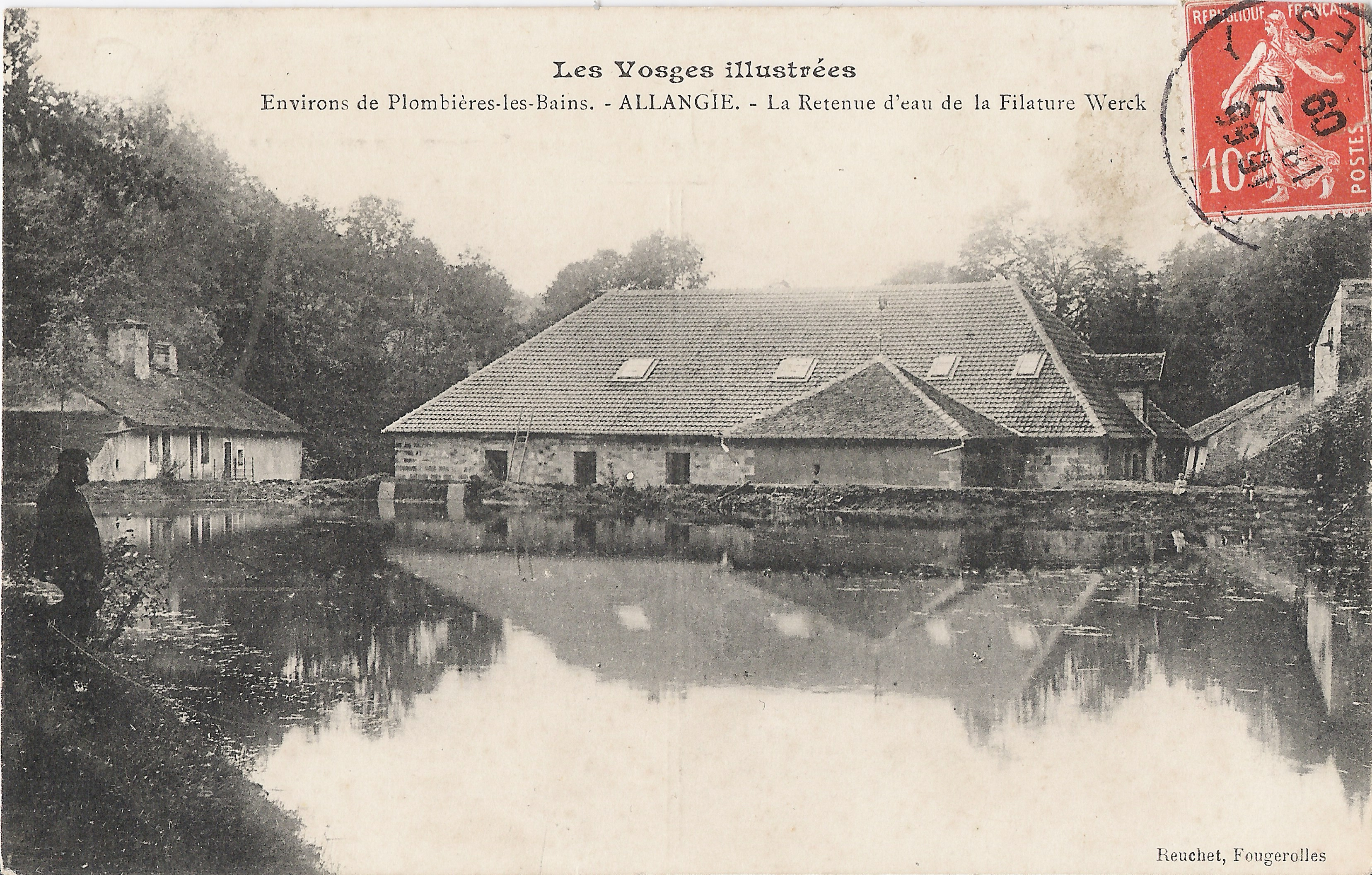
Ancienne usine d'Allongis vers 1900.

La vallée de la Semouse a été le siège pendant de nombreux siècles (du XVIe siècle au milieu du XXe siècle) de nombreuses forges. En effet, ce sont plus d'une dizaine qui se sont installées le long de son parcours. D'où son surnom de « Vallée des Forges ».
- La plus ancienne est celle du Blanc Murger (1547, toujours en activité en tant que tréfilerie).

Il y a eu également :
- La Forge de Semouse (ou de Saint Mouze) (fondée en 1697, arrêtée en 1947, scierie en 1953 jusque dans les années 1970) : Château et chapelle fin XIXe siècle de style Renaissance, elle était destinée à fournir le fer à la tréfilerie de Plombières-les-Bains : qui était une « Manufacture de tôle de fer battu et étamé » datant de 1605 (sur l'Augronne). Un martinet était situé en amont de la forge, sur le ruisseau de la Bramouse (au bord de la route, direction Ruaux).

Dès le milieu du XIXe siècle Victor puis Albert de Pruines (héritiers de André Hildebrand, qui a transformé l'ancienne usine de Plombières en fabrique de coutellerie, en 1846 : papeterie de la fin du XVIe siècle à 1839, ayant appartenu à Beaumarchais de 1780 à 1788, puis usine de porcelaine de 1839-1846, incendiée en 1842) installèrent un train à voie étroite (tacot) pour relier les usines des deux vallées (la ligne faisait un peu plus de 8 km et devait avoir des pentes dépassant les 5 à 6 %), démarrant à la Gare de Plombières (cote 400 m env.), elle passait aux lieux-dits : Le Gros Chêne (cote 530 m), La Bassotte (cote 550 m : point culminant du trajet), La Chenevière (cote 530), Le Voicieux, et au Moulin de Ruaux (cote 500), son parcours finissait du Fays Bois (cote 440 env.) vers la Forge de Semouse (cote 418) et vers la Forge Neuve (cote 400). Une liaison de 1,5 km environ a existé aussi vers l'usine du Blanc Murger. Elle passait le long de la Semouse et du coteau, en contrebas du hameau les Gouttes, à l'opposé de la RD 20a. Ce tacot a fonctionné de 1922 à 1953. Le tracé du tacot est visible sur la carte ci-contre : trait noir.
Dans les années 1970, un projet d'installation d'une papeterie était envisagé à Semouse. Les bâtiments ont commencé à sortir de terre avant d'être abandonnés puis démolis. Le projet tomba à l'eau.
- La Forge Neuve (laminoir créé en 1840 - fermé en 1952) était une annexe de la Forge de Semouse
- La Forge de Ruaux ou Forgette (mentionnée en 1628 - cessation en 1880) : liée à la Forge du Blanc Murger (halle de stockage de 1830, inscrite comme Monument Historique depuis 1991, dont la toiture monumentale en laves de grès est, aujourd'hui, complètement écroulée) - Fabrication de roues de chariot.

- La Forge d'Allongis (ou Allangie), située à environ 300 mètres en aval de la Forge de Ruaux, fut établie en 1719 par Jacques Vannesson et Georges Puton (fondateur, en 1733, de la Manufacture royale de Bains-les-Bains). Elle a été reconstruite en 1827 par Bouly (entreprise Bouly Frères[5]). En 1860, M. Jérôme Patret, maître de forge aux Forges de Varigney, est le propriétaire de l'usine d'Allangie (elle comprend trois feux d'affinerie, un martinet et un cylindre). Jusqu’en 1869, il y eut plusieurs feux de forge, qui fournissaient du fer au laminoir et à la tréfilerie, une des premières établies en France, et qui a été longtemps florissante. Les produits en étaient expédiés à Belfort et à Besançon pour la fabrication des montres. Propriétaire des forges de La Chaudeau, M. Arthur de Buyer, abandonne cette usine[6]. Elle fonctionne jusque vers 1880, puis est transformée en filature (Filature de cardés Désiré Werck : issu de l'École Théorique et Pratique de Tissage mécanique de Mulhouse (aujourd'hui ENSISA - promotion 1880[7]). Aujourd'hui, seuls des vestiges sont encore visibles dans la forêt, en contrebas de la RD20.
- Forges des Aulnouzes (variante avec un "s" à la place du "z") sur le territoire de La Chapelle-aux-Bois, en amont d'un affluent de la Semouse (Ruisseau du Roulier) ; XVIIIe siècle
- Forges de la Chaudeau (fondée en 1705-1706 - seule une boulonnerie de haute précision subsiste encore : 60 employés environ), commune d'Aillevillers. Une forge annexe, qualifiée de laminoir du bas, est établie au début du XIXe siècle, à 250 m en aval de l'établissement principal. Elle est désaffectée à la fin du XIXe siècle, aujourd'hui en ruines. La Chaudeau a appartenu à la famille de maître de forges de Buyer (également De Buyer, fabricant d'ustensiles de cuisine et de pâtisserie de haute qualité à Faymont, commune du Val d'Ajol).
- Forge de la Branleure (antérieure à celles de la Chaudeau), mentionnée dès la fin du XVIIe siècle. Elle est exploitée au début du XVIIIe siècle par Jean-Jacques Rochet (fondateur des Forges de la Chaudeau). Les forges sont acquises en 1855 par Rodolphe de Buyer. Les laminoirs de la Branleure, de Magnoncourt et les forges de la Chaudeau sont exploités par les héritiers de Rodolphe de Buyer. Malgré la fusion en 1948 de la société « Les Héritiers de Charles de Buyer » avec la société « A. de Buyer » (manufacture de Faymont au Val d'Ajol, 88), l'établissement ferme ses portes en 1954. Depuis, les bâtiments ont été occupés par diverses petites entreprises.
- Forge de Aillevillers (mentionnée sur la carte de Cassini de 1760).
- Forge de Magnoncourt (ancien Moulin Daval ; fondée en 1822-1824 - fonctionne jusque 1914), laminoir lié à la forge de la Chaudeau et au laminoir de la Branleure, puis usine hydroélectrique de 1924 à 1945. L'atelier de fabrication est aujourd'hui en ruines, mais les dépendances et les logements sont toujours occupés.
- Forges de Varigney, commune de Dampierre-lès-Conflans (antérieure à 1789) : bien que sur le Planey (le cours d'eau est une résurgence de la Semouse)[8].

Au fil du XXe siècle, et des fermetures des Forges de Semouse, Forge Neuve, la Forgette et Forge d'Allongis, la vallée (en amont d'Aillevillers) s'est endormie progressivement (il subsiste la Tréfilerie du Blanc Murger en activité, le hameau habité de Semouse avec son beau château et la chapelle). Si bien que les paysages se sont totalement refermés par la végétation et les plantations incohérentes d'épicéa et de sapin.
La Semouse a été le terrain de jeu de kayakistes et de céistes jusque dans les années 1990. Ceux-ci profitaient de lâchés d'eau d'une retenue d'une ancienne usine de la vallée. Un projet d'aménagement de la rivière pour la descente en kayak et en canoë avait même été évoqué dans les années 1998/1999.

## Faune et flore
- Aperçu des espèces et des paysages observés le long de la Semouse (liste non exhaustive) :

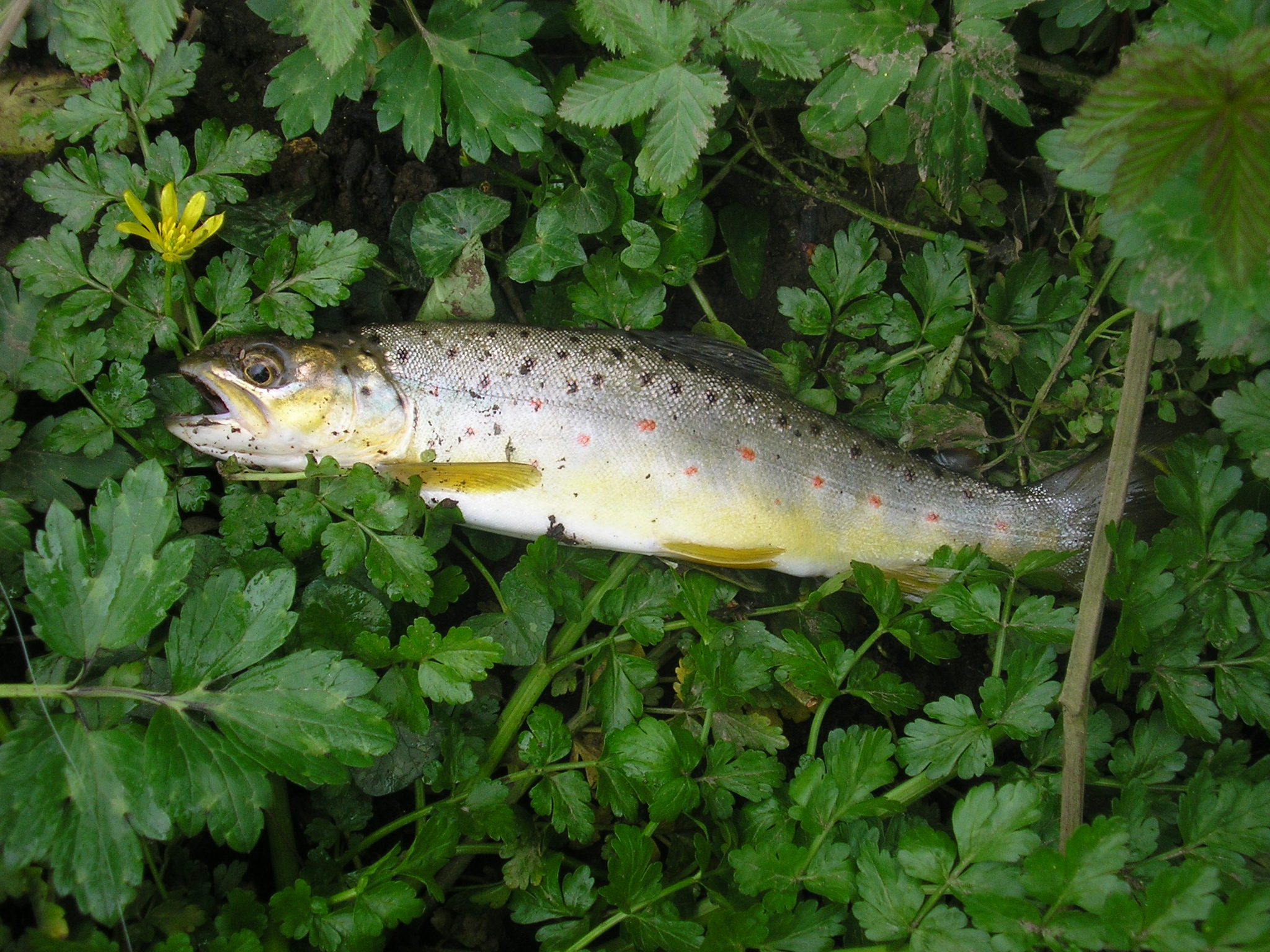
Une truite fario.
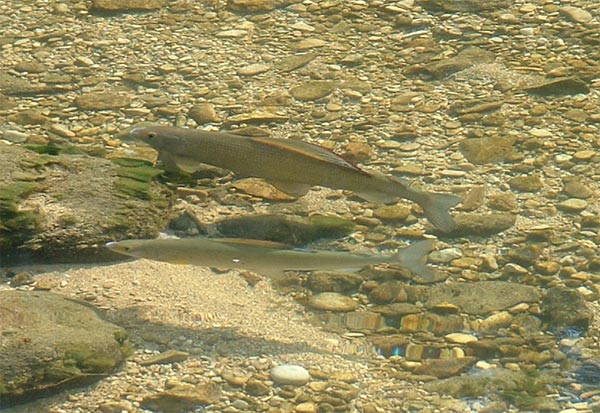
Des ombres.
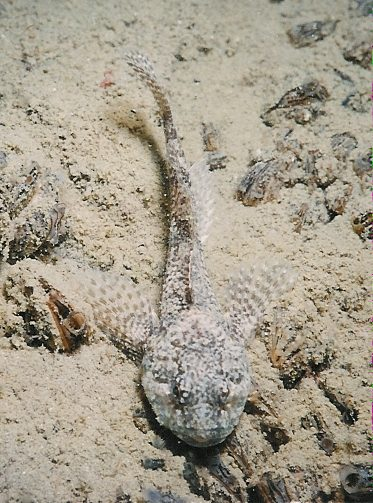
Un chabot commun.
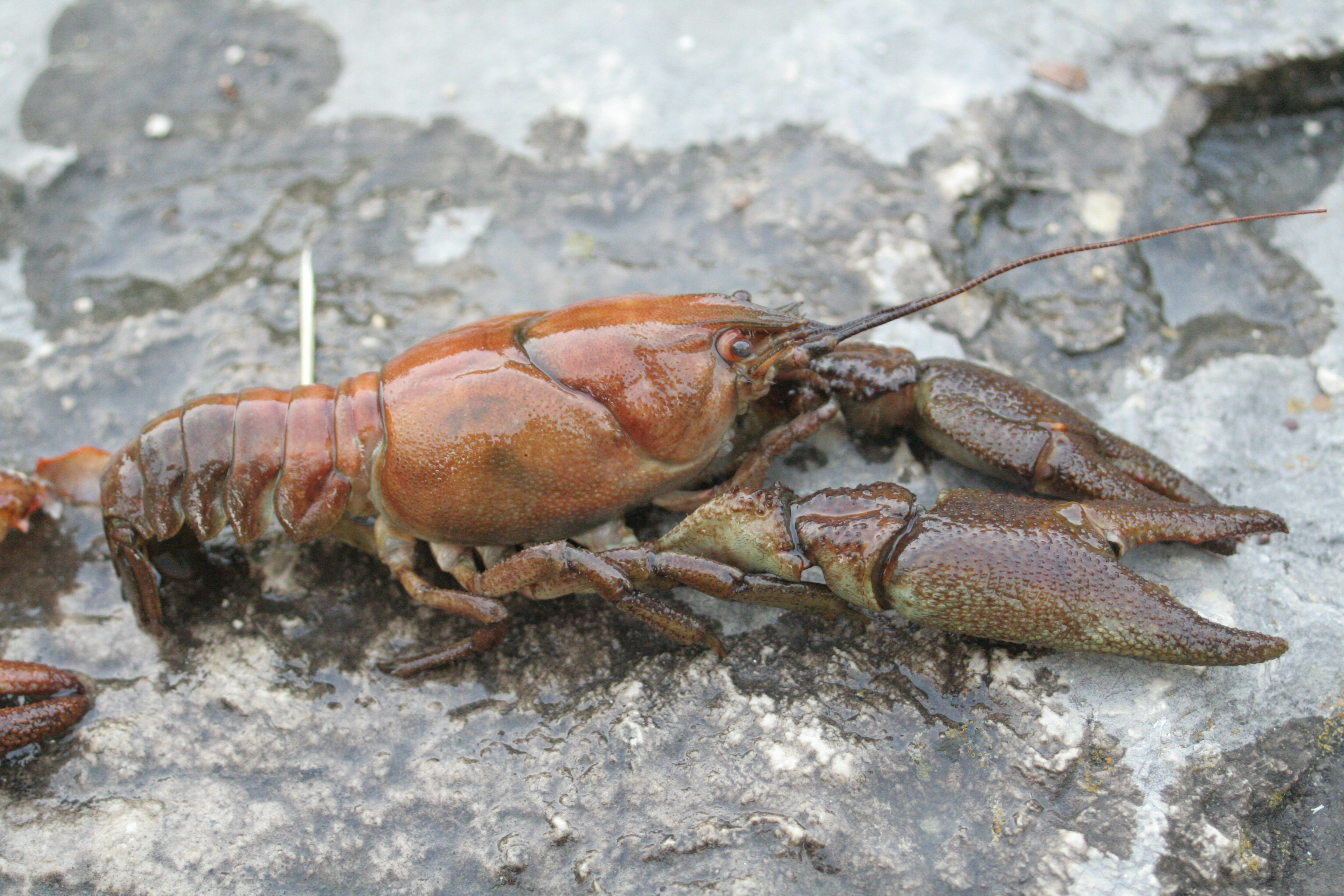
Une écrevisse à pattes blanches.
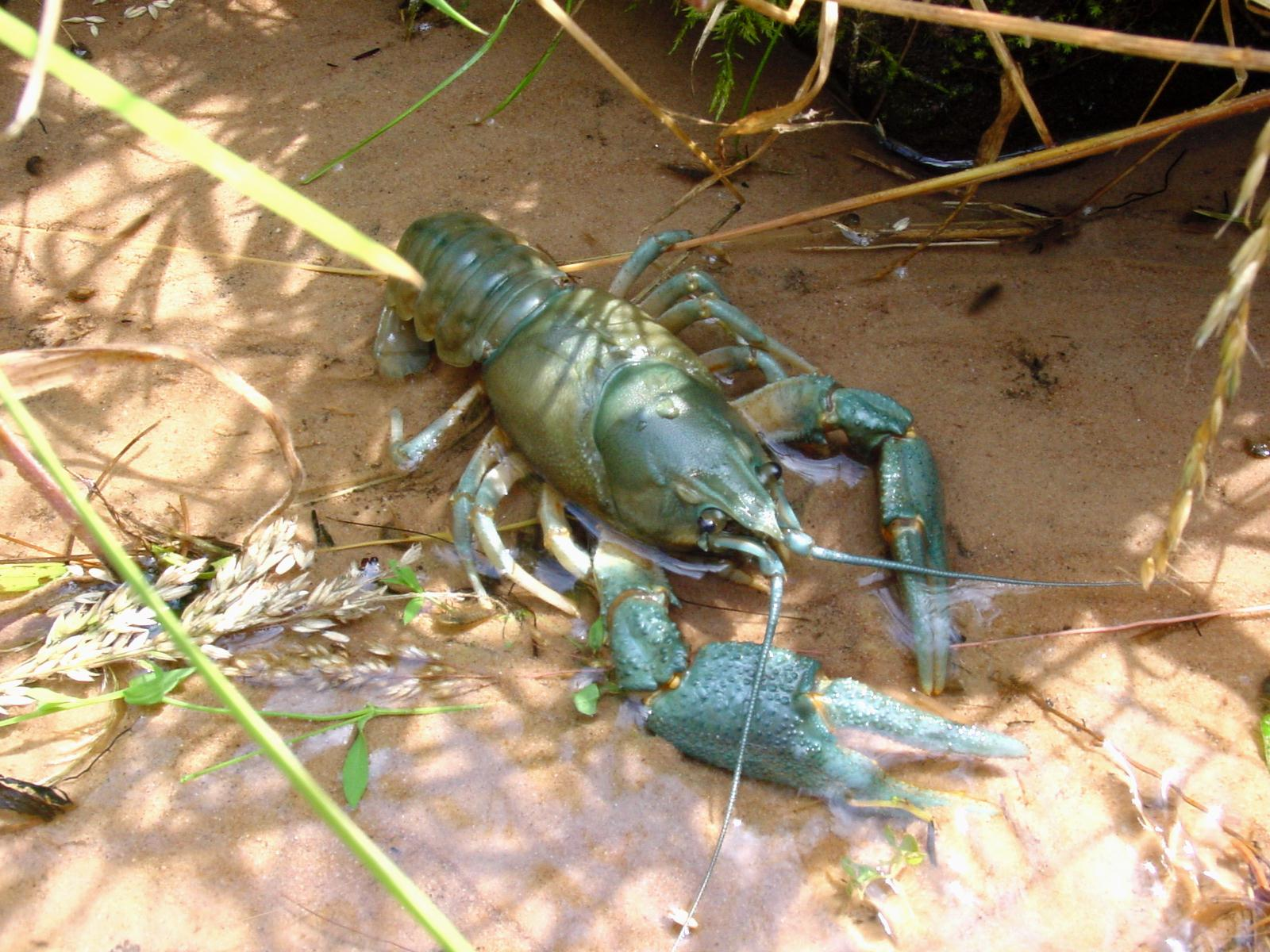
Une écrevisse à pattes rouges.
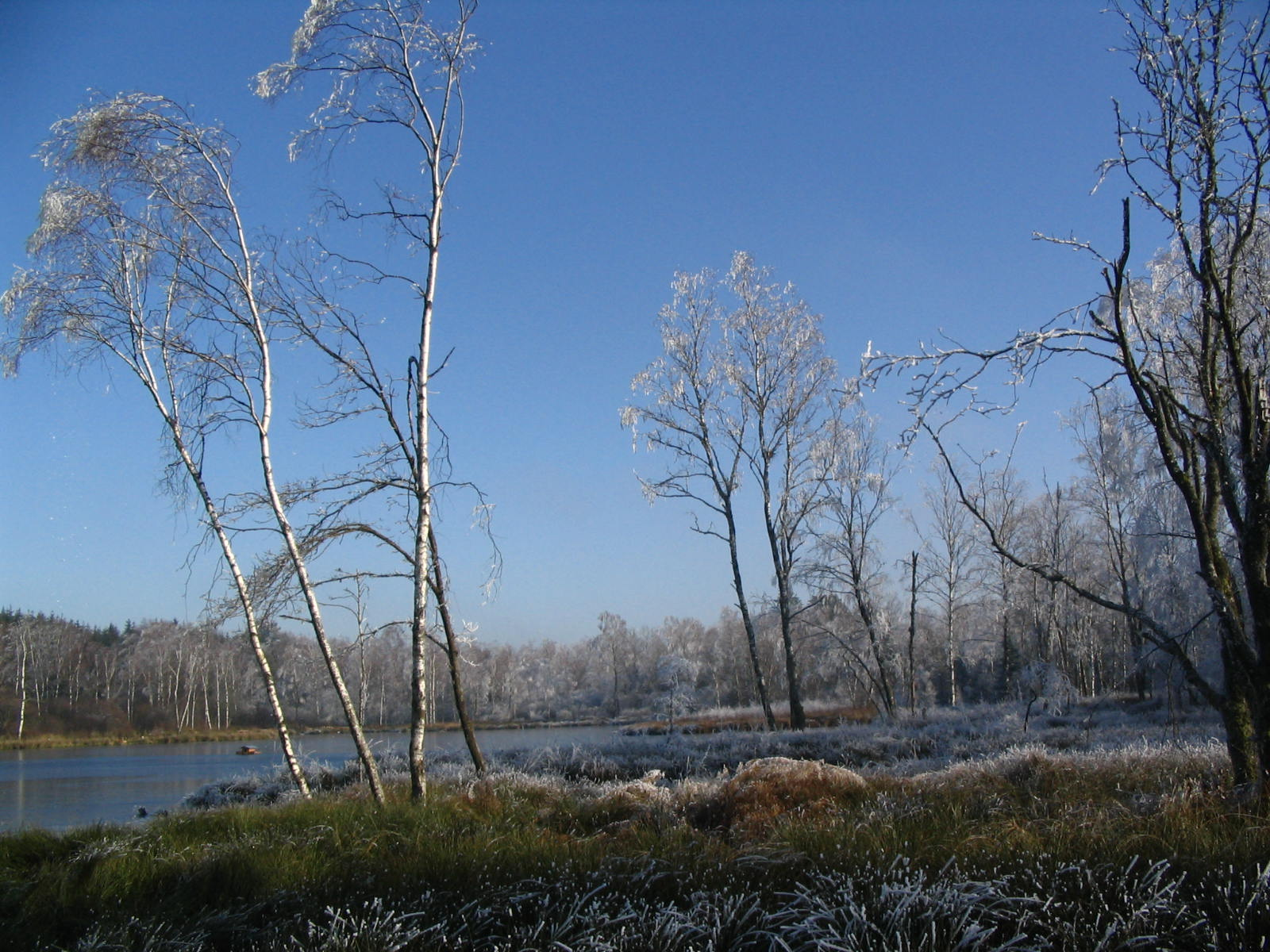
Une tourbière (la Pierrache à Bellefontaine, en amont du BV).

- Plantes, végétaux et animaux caractéristiques des milieux humides : droséra, salamandre commune, Triton, grenouilles, libellules…

## Contrat de rivière
Un contrat de rivière est en cours d'exécution sur le bassin versant de la Lanterne. La Semouse est donc concernée.
Les enjeux :
- Maîtrise des pollutions
- Préservation du patrimoine naturel
- Gestion de la nappe alluviale du Breuchin
- Gestion des plans d'eau

Le budget global de ce contrat se monte à près de 38 000 000 € HT, soit 45 000 000 € TTC (bassin versant de la Lanterne tout entier).
Au niveau du Bassin Versant de la Semouse "amont", qui comprend aussi les rivières de l'Augronne et de la Combeauté, le budget s'élève à 16 110 000 € HT, cela représente plus de 40 % du budget global du contrat. Le reste du budget est réparti sur six autres sous-bassins (Breuchin, Planey, "Haute" Lanterne, "Moyenne" Lanterne, "Basse" Lanterne et Semouse "aval") .
C'est l'Établissement Public Territorial de Bassin Saône Doubs (EPTB Saône Doubs) qui mène ce contrat de rivière.
Voilà ce que l'on peut lire sur le site internet de l'établissement :
Le Syndicat Mixte Saône et Doubs est reconnu, depuis janvier 2007, en qualité d'Établissement Public Territorial de Bassin (EPTB). Avec l'appui de ses Collectivités adhérentes, cette évolution conforte son rôle d'impulsion, de coordination et de mise en œuvre des programmes d'aménagement et de gestion dans les domaines des milieux aquatiques, de la biodiversité, des inondations et de la ressource en eau.
La présentation du contrat de rivière Lanterne : 110 actions pour une gestion durable du bassin versant est disponible sur ce site en format PDF.